# Хаберманн, Иоганн
Иоганн Хаберманн известный также, как Иоганнес Авенариус (нем. Johann Habermann, лат. Johannes Avenarius; 10 августа 1516, Эгер, Богемия — 5 декабря 1590, Цайц, Герцогство Саксен-Лауэнбург) — немецкий лютеранский богослов и религиозный писатель, педагог, гебраист, епископ.

## Биография
С 1540 года изучал богословие в Виттенберге. В 1558 году получил степень магистра. В течение следующих 20 лет служил пастором в Эльстерберге и Плауэне в Саксонии, с 1560 по 1564 — диаконом во Фрайбургском соборе. В 1564 году — пастор в Фалкенау-на-Эгере в Богемии, в марте 1566 года рукоположён в диаконы в Фалкенау-на-Эгере. В 1573 году стал читать лекции по ивриту в Йенском университете. В 1574 году стал доктором богословия, в следующем году — профессор Университета Виттенберга, в 1576 году — Суперинтендент (епископ) в Наумбурге и Цайце.
Автор богословских трудов и проповедей, в том числе, Еврейского словаря и грамматики.

## Избранные сочинения
- Grammatica hebraica. Wittenberg 1570, 1575 und öfter
- Liber radicum sive Lexicon hebraicum. Wittenberg 1568, 1588[4]
- Christliche Gebet, für alle Not vnd Stende der gantzen Christenheit, außgetheilet auff alle Tag inn der Wochen zu sprechen, 1565 (Breslau 1569), 2. Ausgabe Hof 1567 und zahlreiche Auflagen und Übersetzungen bis in das 20. Jahrhundert
- Trostbüchlein für kranke, betrübte und angefochtene Christen. Wittenberg 1567 und öfter
- Vita Christi. Wittenberg 1580, T. II 1616